# Koichi Hirono
Koichi Hirono (広野 耕一 Hirono Koichi?), född 16 april 1980 i Nara prefektur, är en japansk före detta fotbollsspelare.
Hirono började sin karriär 2003 i Takada FC. 2003 flyttade han till Nagoya Grampus Eight (Nagoya Grampus). 2006 blev han utlånad till Yokohama FC. Han gick tillbaka till Nagoya Grampus Eight 2007. Han avslutade karriären 2009.